# Red oktobrske revolucije
Red oktobrske revolucije je bilo visoko politično odlikovanje Sovjetske zveze, ki je bilo ustanovljeno 31. oktobra 1967 v spomin na petdeseto obletnico oktobrske revolucije.

## Kriteriji
Odlikovanje je bilo lahko podeljeno posameznikom, podjetjem, organizacijam in drugim skupinam delavcem, vojaškim enotam, provincam, občinam, mestom in republikam za njihovo revolucionarno dejavnost, dosežke v delovanju vlade, izjemne dosežke v razvoju socializma in komunizma, za izkazan pogum in viteško obnašanje v boju ter dosežke v krepitvi nacionalne obrambe ZSSR. Odlikovanje so lahko prejeli tudi tujci.

## Opis
Red je iz srebra, pozlačen in rdeče emajliran.

## Nosilci
Zadnja podelitev reda je bila 21. decembra 1991. 
Do 1991 je bilo podeljenih 106.462 redov.